# EU-parken
EU-parken är en park som ligger i Haparanda och Torneå precis i gränsen mellan Sverige och Finland. Namnet kommer av att båda länderna är medlemmar av EU, och med detta betonas det att det är en gräns mellan två av EU:s medlemsländer. I parken finns bland annat en gångbro som förbinder de två sidorna om gränsen där parken är benägen. Det finns även en minigolfbana.